# Vlk v ovčíně
Vlk v ovčíně (v anglickém originále Wolf in the Fold) je čtrnáctý díl druhé řady seriálu Star Trek. Premiéra epizody proběhla 22. prosince 1967.

## Příběh
Hvězdného data 3614.9 se kosmická loď USS Enterprise NCC-1701 pod vedením kapitána Jamese Tiberius Kirka nachází na orbitě planety Argelius II, která je známá svou kulturou pozemského Blízkého východu a mírumilovností. Kapitán Kirk, Dr. Leonard McCoy a vrchní inženýr Scott jsou na povrchu v tamním podniku. Scotty se setkává s jednou z orientálních tanečnic a spolu odchází na procházku po okolí. Když se i Kirk s McCoyem rozhodnou k odchodu, uslyší ženský křik. Záhy nachází Scottyho s dýkou v ruce nedaleko mrtvé mladé dívky.
Scotty je tak automaticky hlavní podezřelý. Obyvatelé planety Argelius II na tyto události nejsou ani v nejmenším připraveni, protože vlastně ani nic jako vraždu neznají. Vyšetřování se ujímá správce města pan Hengist, který původem nepochází z planety Argelius II. Scotty si však při výslechu není schopen na cokoliv vzpomenout a vybavuje se mu pouze odchod z restaurace. Prefekt Jerys navrhuje, aby jeho žena Sybo provedla tradiční Argleliuský empatický dotek, kterým se lze dobrat pravdy. Do prefektova domu se transportuje z Enterprise poručík Karen Tracyová, aby trikordérem provedla revizi Scottovy paměti za posledních 24 hodin. Tracyová odchází do vedlejší místnosti, kde na ní čeká Scott. Když Sybo chce začít s rituálem, potřebuje nůž, kterým byla dívka zavražděna. Nůž ovšem není na svém místě a najednou se ozývá ženský křik. Když Kirk s McCoyem a prefektem přichází do místnosti, Tracyová leží na zemi mrtvá a Scotty na židli v bezvědomí. Po přivedení Scotta k vědomí se situace opakuje. Vrchní inženýr si není schopen vzpomenout na poslední okamžiky tragických událostí. Hengist přivádí další dva účastníky onoho večera. Otec a milenec zavražděné dívky. Mladý muž díky žárlivosti může být podezřelý, ale není žádný pádný důkaz.
Později Sybo začíná s obřadem a všichni vyšetřující se jej účastní. Kirk ještě předtím žádá prefekta o uzavření všech východů z místnosti. Světlo najednou zhasne, ozve se křik a po opětovném rozsvícení Scotty drží Sybo, která mu mrtvá padá z náručí na zem. Při třetí vraždě se prefekt nechává přesvědčit, aby vyšetřování nadále pokračovalo na palubě Enterprise, kde palubní počítač může přesně detekovat, zdali Scotty vraždil, ačkoliv si to nepamatuje. Počítač potvrzuje, že Scottyho tvrzení o výpadku paměti je pravdivé a zrovna tak, že nezabil prefektovu ženu Sybo. Správce Hengist namítá, že toto tvrdí pořád, ale Kirk demonstruje, že i sebemenší lež je počítačem odhalena. Kirk vzpomíná na poslední slova, která Sybo vyslovila během jejího obřadu – Beratis, Kesla a
Redjac. Pan Spock zkouší zadat slova do počítače. Redjac znamená vrah žen nebo také Jack Rozparovač. Po dalších konzultacích s počítačem vyplývá, že může existovat bytost složená z čisté energie, která je živena strachem. Slova Beratis a Kesla počítač udává jako názvy dalších neidentifikovaných vrahů žen na různých planetách vč. Riegel IV, odkud pochází správce Hengist. Když se ukazuje, že i vražedný nástroj pochází ze stejné planety, Hengist se rozhoduje utéct, ale je sražen Kirkem na zem. McCoy konstatuje smrt, ale záhy se objevuje, že pouze tato tělesná schránka zemřela ale bytost se přesunula do palubního počítače. Pan Spock dedukuje, že bytost živící se strachem bude chtít nejprve vyděsit posádku, než jí začne postupně vraždit. Kirk nakazuje McCoyovi použít veškerá dostupná sedativa. Ačkoliv neznámý hlas promlouvá děsivé věty k posádce, sedativa všem kouzlí na rtech úsměv a bezstarostnost. Spock zaměstnává počítač úkolem, aby zatím vypočítal přesnou hodnotu čísla Pí. Bytost se pak několikrát ještě přesune, než končí zpět v těle správce. V ten moment mu Spock vpíchne sedativum a spolu s Kirkem je přes transportér vysílají do hlubokého vesmíru s nastavením nejširšího vesmíru. Ačkoliv ani toto přízrak nezabije, nebude schopen se spojit zpět do podoby, která může ohrožovat lidi.
Pan Spock navrhuje, aby si důstojníci užili načatou dovolenou. McCoy a Scotty, ostatně jako celá posádka, jsou však pod vlivem sedativ a tak zkouší kapitán Kirk navrhnout návštěvu jednoho podniku panu Spockovi.